# 王飞 (男子足球运动员)
王飞（1989年6月6日—），中国职业足球运动员，可以司职左右边前卫，曾经入选国青与国奥大名单。
王飞由青年队进入长沙金德一线队，2010年多次获得中超联赛出场机会。不过赛季结束后球队降级、搬迁，王飞并未继续留队，曾试训西班牙乙级联赛，之后在奥地利度过了2011年。2012年初，王飞试训长春亚泰，不过由于在热身赛中的出色表现被上海申花新帅让·蒂加纳的团队看中，俱乐部立刻与其签约，成为申花2012年的第一个内援。